# Piedmont, Alabama
Piedmont là một thành phố thuộc quận Madison, tiểu bang Alabama, Hoa Kỳ. Dân số năm 2009 là 4961 người, mật độ đạt 195 người/km².